# Ursus arctos stikeenensis
Ursus arctos stikeenensis is een Noord-Amerikaanse ondersoort van de bruine beer (Ursus arctos). De beren zijn groot en voornamelijk donkerbruin van kleur, maar de vacht kan ook verschillen van blond tot zwart, met een kenmerkende bult op zijn schouders en een licht gebogen profiel van het gezicht. Ze hebben lange voorklauwen.
Een volwassen mannetje weegt meestal tussen 135 en 390 kg en een volwassen vrouwtje tussen 95 en 205 kg. De schouders zijn tussen 90 en 110 cm. De grootte varieert echter afhankelijk van de hoeveelheid voedsel.
De ondersoort komt voor in Canada, in de Northwest Territories, in een landinwaarts gebied van Brits-Columbia dat de Stikine River, de monding van de Finlay River en het Dease Lake-gebied tot aan het Yukon Territory omvat. De soort komt voor in bossen in bergachtige gebieden, in rivierdelta's en meerbekkens.
Europese bruine beer (U. a. arctos) · Kamtsjatkabeer (U. a. beringianus) · Oost-Siberische bruine beer (U. a. collaris) · U. a. dalli · Gobibeer (U. a. gobiensis) · U. a. gyas · Grizzlybeer (U. a. horribilis) · Isabelbeer (U. a. isabellinus) · Oessoeribeer (U. a. lasiotus) · Marsicaanse bruine beer (U. a. marsicanus) · Kodiakbeer (U. a. middendorffi) · Tibetaanse blauwe beer (U. a. pruinosus) · U. a. pyrenaicus · U. a. sitkensis · U. a. stikeenensis · Syrische bruine beer (U. a. syriacus)